# Saint-André-d’Hébertot
Saint-André-d’Hébertot – miejscowość i gmina we Francji, w regionie Normandia, w departamencie Calvados.
Według danych na rok 1990 gminę zamieszkiwały 292 osoby, a gęstość zaludnienia wynosiła 30 osób/km² (wśród 1815 gmin Dolnej Normandii Saint-André-d’Hébertot plasuje się na 603. miejscu pod względem liczby ludności, natomiast pod względem powierzchni na miejscu 525.).